# Missingmanformatie

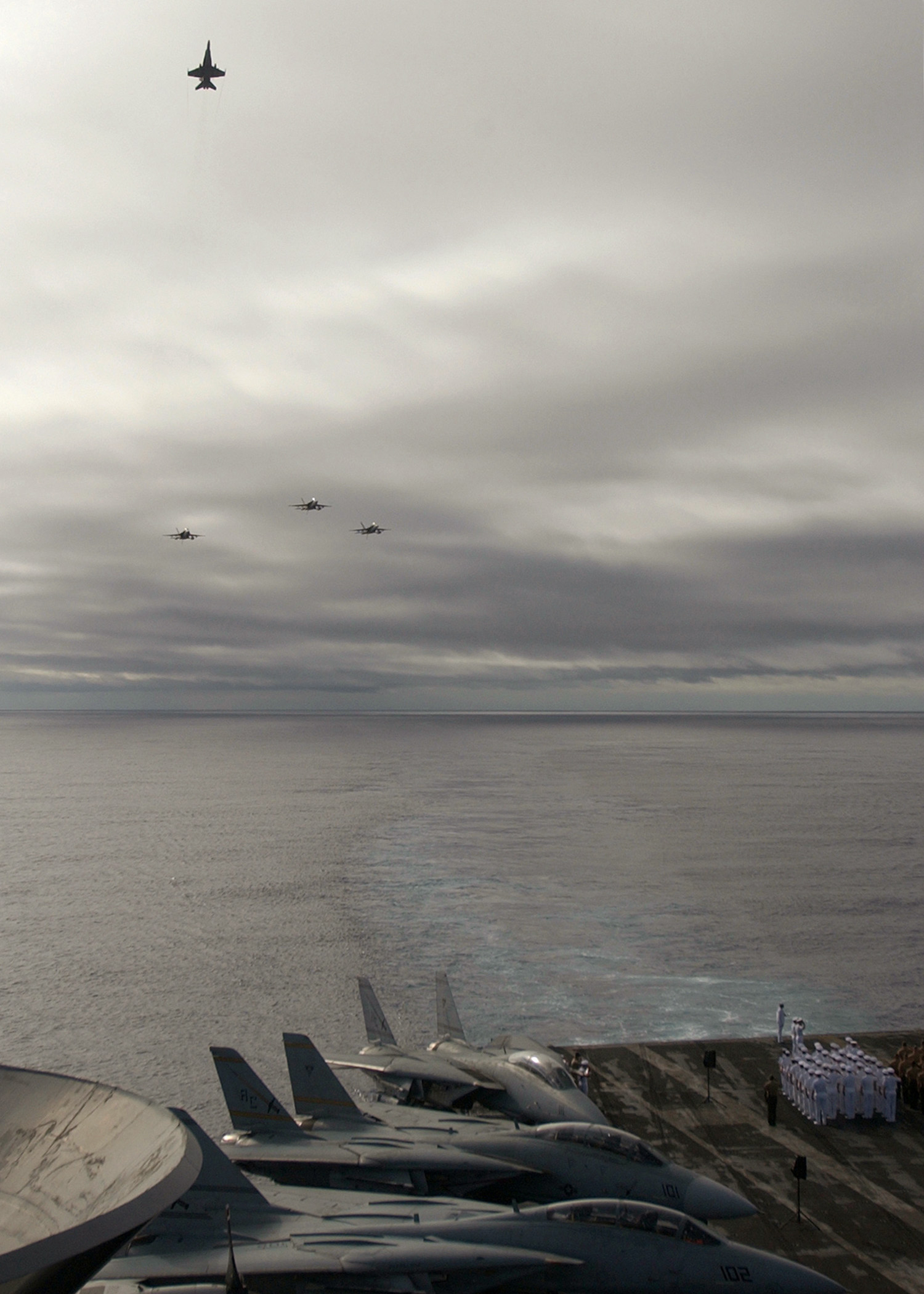
Missingmanformatie boven het vliegdekschip USS Harry S. Truman (CVN-75)

De missingmanformatie is een door vliegtuigen uitgevoerd saluut, als onderdeel van een flypast ter gelegenheid van een begrafenis of herdenking van een piloot.

## Beschrijving
De missing man kan in verschillende varianten worden uitgevoerd. De meest algemene is die waarbij vier vliegtuigen (meestal gevechtsvliegtuigen) in de zogenaamde "fingerfourformatie" vliegen. De vliegtuigen vliegen in een V-vorm, waarbij de leader aan de punt vliegt en zijn wingman links achter hem. De tweede man van de vlucht vliegt rechts achter de leader, en zijn wingman daar weer rechts achter. Vanaf de voorkant gezien is de linkerpoot van de V dus langer dan de rechter. Deze formatie vliegt laag genoeg over om duidelijk gezien te worden, en wanneer zij recht boven de plaats van de herdenking is, trekt de tweede man abrupt op en vliegt steil naar boven. De rest van de formatie behoudt zijn koers, totdat alle vliegtuigen uit het zicht zijn.
In een andere variant naderen de vliegtuigen vanuit het zuiden, bij voorkeur rond zonsondergang, waarbij een van de vliegtuigen plotseling scherp afbuigt naar het westen en aldus "in" de ondergaande zon vliegt.
Wanneer een groot aantal vliegtuigen aan de missingmanformatie meedoet, vliegen zij meestal in een vaste formatie, waarbij echter één plek duidelijk en opvallend leeg is gelaten.
In alle gevallen representeert de vlieger die optrekt, afdraait of afwezig is het feit dat degene waarom het draait niet (meer) aanwezig is.

## Geschiedenis
De eerste flypast vond plaats tijdens de Eerste Wereldoorlog toen Britse piloten eer bewezen aan de Duitse "aas" Manfred von Richthofen ("de Rode Baron"). Flypasts werden een gebruik in de Royal Air Force om het grondpersoneel te laten zien hoeveel overlevenden er waren bij elke missie. In 1936 kreeg koning George V van het Verenigd Koninkrijk de eerste flypast tijdens een begrafenis buiten de RAF.
De Verenigde Staten namen het gebruik in 1938 over tijdens de begrafenis van generaal-majoor Oscar Westover, waarbij 50 vliegtuigen in formatie vlogen met 1 lege plek. Aan het eind van de Tweede Wereldoorlog was de manoeuvre geëvolueerd tot de variant waarbij 1 toestel de formatie verlaat door steil omhoog te vliegen.